# Terell Ondaan
Terell Ondaan (Amsterdam, 9 september 1993) is een Guyaans-Nederlands voetballer die doorgaans speelt als aanvaller. Ondaan debuteerde in 2019 in het Guyaans voetbalelftal.

## Clubcarrière

### Telstar
Ondaan speelde in de jeugd van HFC Haarlem, AFC Ajax en AZ. Nadat Ondaan de jeugdopleiding van AZ afrondde, bleef een debuut in de Alkmaarse hoofdmacht uit. Toen in 2013 zijn contract niet werd verlengd vertrok hij naar Telstar. Ondaan debuteerde voor Telstar tegen Jong Ajax op 5 augustus 2013. Telstar verloor dat duel met 2–0. In de twee volgende wedstrijden scoorde Ondaan vier keer en werd hij door Jan van Halst bestempeld als het grootste talent van de Jupiler League. Na vier wedstrijden voor Telstar genoot Ondaan meteen de interesse van andere clubs.

### Willem II
Ondaan verkaste op 20 augustus 2013 naar Willem II. Omdat hij bij Telstar een amateurcontract had, kon hij transfervrij overstappen. In het seizoen 2013/14 speelde hij 34 competitieduels en dwong hij met zijn club promotie af naar de Eredivisie. Hierin eindigde hij in 2014/15 met de club op de negende plaats en in 2015/16 op de zestiende, waarna hij met Willem II via de play-offs 2016 behoud afdwong. Door een blessure miste hij een deel van zijn derde seizoen in Tilburg. In drie seizoenen voor Willem II kwam hij tot precies honderd wedstrijden, waarin hij negen keer scoorde.

### Excelsior
Nadat Willem II zijn verbintenis niet verlengde, tekende Ondaan in juli 2016 een contract tot medio 2019 bij Excelsior, de nummer vijftien van de Eredivisie in het voorgaande seizoen. Daar speelde hij één seizoen, maar kwam hij in 26 wedstrijden niet tot scoren.

### Erzurumspor
In de zomer van 2017 kwam Ondaan een contract overeen met de Turkse promovendus BB Erzurumspor, maar dit werd na drie weken ontbonden omdat de Turkse club hun betalingsafspraken niet nakwamen. Hij speelde uiteindelijk geen enkele wedstrijd voor de club.

### PEC Zwolle
Ondaan tekende daarop een contract voor een jaar (plus optie voor een jaar extra) bij PEC Zwolle. Hij tekende in januari 2018 bij tot medio 2020. Toch overtuigde hij ook bij PEC niet. In 33 wedstrijden scoorde hij slechts tweemaal. Op 31 augustus 2018 werd zijn contract ontbonden.

### Opnieuw Telstar
Ondaan tekende op 11 oktober 2018 een contract voor anderhalf seizoen bij zijn oude club Telstar. Daar herontdekte Ondaan zichzelf. Met 13 doelpunten en zeven assists was Ondaan de speler van het seizoen bij Telstar.

### Grenoble Foot
In 2019 ging hij naar het Franse Grenoble Foot 38 dat uitkomt in de Ligue 2. Daar begon hij goed, met twee assists in de eerste speelronde. De eerste seizoenshelft scoorde hij bovendien twee keer en hij gaf nog een assist. Maar steeds vaker was hij geen basisspeler en vanaf de tiende speelronde droeg Ondaan helemaal niet meer bij aan een goal. Het seizoen erop begon hij weer goed, met een goal in de derde speelronde, maar daarna kreeg hij toch te horen dat hij mocht worden verhuurd. Bij Grenoble kwam hij tot nu toe tot drie goals en drie assists in dertig wedstrijden.

### N.E.C.
Op 3 oktober 2020 sloot hij voor de rest van het seizoen 2020/21 op huurbasis aan bij N.E.C. in de Eerste divisie waarbij de club uit Nijmegen tevens een optie tot koop bedong. Daar maakte hij zijn debuut in de met 1-4 gewonnen uitwedstrijd naar Jong FC Utrecht. Hij viel na 57 minuten in voor Joep van der Sluijs en beloonde zijn debuut door de laatste goal van de wedstrijd te maken. Op 23 mei 2021 promoveerde Ondaan met N.E.C. naar de Eredivisie, door in de finale van de play-offs NAC Breda met 1-2 te verslaan. N.E.C. maakte geen gebruik van de optie en Ondaan keerde terug bij Grenoble.

### FC U Craiova 1948
Bij Grenoble speelde Ondaan nog twee wedstrijden in de Ligue 2 voor hij half augustus 2021 de overstap maakte naar het Roemeense FC U Craiova 1948. Medio 2022 liep zijn contract af. 
In 2024 sloot hij aan bij Ajax (amateurs).

## Clubstatistieken
| Seizoen                     | Club            | Competitie      | Competitie | Competitie | Beker | Beker | Overig | Overig | Totaal | Totaal |
| Seizoen                     | Club            | Competitie      | Wed.       | Dlp.       | Wed.  | Dlp.  | Wed.   | Dlp.   | Wed.   | Dlp.   |
| --------------------------- | --------------- | --------------- | ---------- | ---------- | ----- | ----- | ------ | ------ | ------ | ------ |
| 2013/14                     | Telstar         | Eerste divisie  | 3          | 4          | 0     | 0     | 0      | 0      | 3      | 4      |
| 2013/14                     | Willem II       | Eerste divisie  | 34         | 6          | 1     | 0     | 0      | 0      | 35     | 6      |
| 2014/15                     | Willem II       | Eredivisie      | 33         | 2          | 0     | 0     | 0      | 0      | 33     | 2      |
| 2015/16                     | Willem II       | Eredivisie      | 11         | 1          | 0     | 0     | 1      | 0      | 12     | 1      |
| 2016/17                     | Excelsior       | Eredivisie      | 25         | 0          | 1     | 0     | 0      | 0      | 26     | 0      |
| 2017/18                     | Erzurumspor     | TFF 1. Lig      | 0          | 0          | 0     | 0     | 0      | 0      | 0      | 0      |
| 2017/18                     | PEC Zwolle      | Eredivisie      | 28         | 1          | 4     | 1     | 0      | 0      | 32     | 2      |
| 2018/19                     | PEC Zwolle      | Eredivisie      | 1          | 0          | 0     | 0     | 0      | 0      | 1      | 0      |
| 2018/19                     | Telstar         | Eerste divisie  | 30         | 13         | 0     | 0     | 0      | 0      | 30     | 13     |
| 2019/20                     | Grenoble Foot   | Ligue 2         | 24         | 2          | 2     | 0     | 0      | 0      | 26     | 2      |
| 2020/21                     | Grenoble Foot   | Ligue 2         | 4          | 1          | 0     | 0     | 0      | 0      | 4      | 1      |
| 2020/21                     | → N.E.C.        | Eerste divisie  | 17         | 4          | 0     | 0     | 2      | 0      | 19     | 4      |
| 2021/22                     | Grenoble Foot   | Ligue 2         | 2          | 0          | 0     | 0     | 0      | 0      | 2      | 0      |
| 2021/22                     | FC U Craiova    | Liga 1          | 24         | 1          | 2     | 1     | 0      | 0      | 26     | 1      |
| Carrière totaal             | Carrière totaal | Carrière totaal | 210        | 34         | 8     | 1     | 3      | 0      | 221    | 35     |
| Bijgewerkt tot 6 maart 2024 |                 |                 |            |            |       |       |        |        |        |        |

## Interlandcarrière
Ondaan maakte deel uit van Nederland –18 en Nederland –21. Hij debuteerde op 7 juni 2019 in het Guyaans voetbalelftal, als invaller in een met 1–0 verloren oefeninterland in en tegen Bermuda. Hij deed diezelfde maand met Guyana mee aan de Gold Cup 2019.